# Perinaenia lignosa
Perinaenia lignosa là một loài bướm đêm trong họ Erebidae.